# Steamboat Ladies

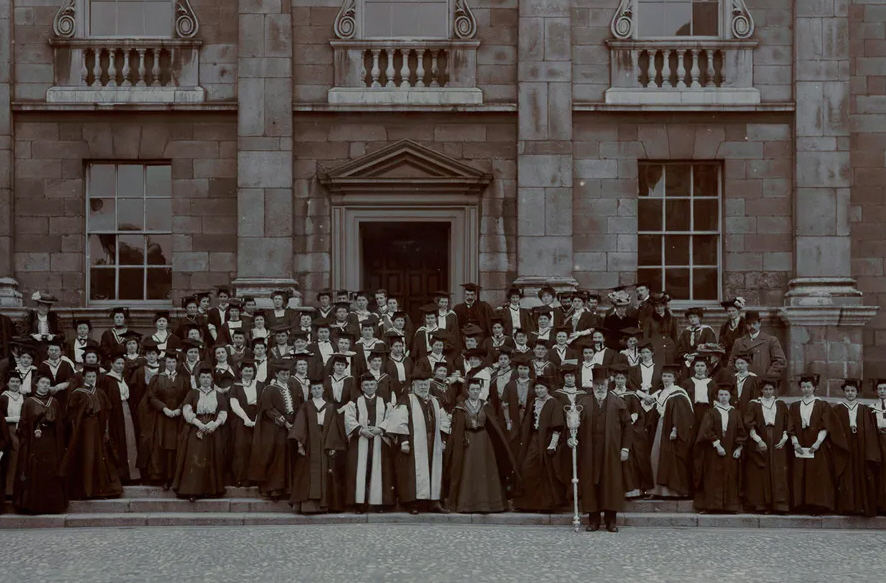
Eine Gruppe von Steamboat Ladies vor dem Trinity College in Dublin (1904/06)

Steamboat Ladies wurden Studentinnen der Frauencolleges der Universitäten von Oxford und Cambridge genannt, die zwischen 1904 und 1907 den ad-eundem-Grad am Trinity College Dublin erwarben. Zu dieser Zeit weigerten sich deren eigene Universitäten, Frauen akademische Grade zu verleihen. Die Bezeichnung bezog sich darauf, dass die Frauen in der Regel mit einem Steamboat (Dampfschiff) von England nach Dublin übersetzten.

## Geschichte
Ab 1869 bot das Trinity College Prüfungen für Frauen an, die aber lediglich ein Zertifikat und keinen akademischen Grad erhielten. 1892 wurde dem Vorstand des Colleges eine von über 10.000 irischen Frauen unterzeichnete Petition vorgelegt, in der die Zulassung von Frauen gefordert wurde; drei Jahre später wurde der Antrag abgelehnt, trotz der Fürsprache einer Delegation von Männern. Die ausgesprochene Befürchtung war, dass die Anwesenheit von jungen Frauen an der Universität eine Gefahr für das moralische und soziale Leben darstellen könne. Im darauffolgenden Jahrzehnt änderte sich jedoch die Meinung des Vorstands: Der alternde Provost George Salmon, der sich stark gegen die Aufnahme von Frauen ausgesprochen hatte („Nur über meine Leiche kommen Frauen in diese Universität“), verlor an Einfluss, andererseits bestimmten jüngere Männer mit, die das Studium von Frauen befürworteten. 1904 verkündete der neue Provost Anthony Traill die Zulassung von ersten Studentinnen, um Kunst und Medizin zu studieren. Das Ingenieurstudium blieb den Frauen allerdings bis 1920 weiterhin verwehrt.
Im Juni 1904 wurde auf Antrag einer irischen Studentin aus Belfast, die das Girton College in Cambridge besucht hatte, vom Senat der Universität Dublin ein Erlass verabschiedet, der auch Studentinnen das Privileg ad eundem (‚gegenseitige Anerkennung‘) einräumte, nach dem die drei Universitäten Oxford, Cambridge und Dublin gegenseitig ihre Abschlüsse anerkannten – eine Praxis, die für männliche Studenten schon seit Jahrzehnten ausgeübt wurde. Somit konnten sich Studentinnen, die ihre Universitätsprüfungen an einem der Frauen-Colleges in Oxford oder Cambridge erfolgreich absolviert hatten, um einen Bachelor- oder Master-Abschluss in Dublin bewerben. An den englischen Universitäten waren Frauen seit den 1880er Jahren zu den Veranstaltungen und Prüfungen zwar zugelassen, aber ohne ihnen akademische Grade zuzugestehen, da man der Ansicht war, dass sie als Frauen solche ohnehin nicht benötigen würden.
Die ersten sechs Steamboat Ladies, die sich ihre Diplome in Dublin abholten, wurden von den dortigen männlichen Studenten mit Gejohle und Buhrufen empfangen. Vermutlich ging das Trinity College zunächst davon aus, dass die ad-eundem-Regelung nur eine kleine Anzahl von irischen Studentinnen, die Oxford oder Cambridge besucht hatten, betreffen würde. Tatsächlich bewarben sich bis 1907 rund 720 vorwiegend britischen Frauen um Abschluss des Dubliner College. Sie setzten in der Regel von Holyhead mit dem Postschiff, einem Dampfschiff, nach Irland über, wo sie nur eine Nacht blieben. Das College war von der großen Zahl der Frauen überrascht, aber auch peinlich berührt.
Die Frauen waren überwiegend Studentinnen des Girton und des Newnham Colleges in Cambridge und des Somerville Colleges in Oxford und alle hatten Prüfungen bestanden, die ihnen einen Abschluss eingebracht hätten, wenn sie männlich gewesen wären. Viele machten sich anschließend einen Ruf als hervorragende Wissenschaftlerinnen, wie etwa die Humangenetikerin Julia Bell.
Die Absolventinnen mussten für den Erhalt des Bachelor-Grades eine Gebühr in Höhe von £10.3s zahlen, für den Master £9.16s.6p, plus einer zusätzlichen Gebühr von 10 Shilling. So kamen anfangs £1500 zusammen, weshalb etwa die Irish Times rein finanzielle Gründe der Dubliner Universität vermutete. Dagegen verwehrte sich Provost Traill mit einer Antwort in derselben Zeitung, dass Trinity „nicht durch irgendwelche schmutzigen Motive angetrieben wurde, sondern durch einen wahren Geist der Liberalität gegenüber einer Klasse, für die der Besitz eines Abschlusses von entscheidender Bedeutung ist“.
1907 endete die Vereinbarung ad eundem, auch weil die Dubliner Universität nun befürchtete, irische Studentinnen würden Oxford und Cambridge als Studienorte vorziehen, um sich dann ihren Abschluss in Dublin bestätigen zu lassen. Das Geld aus den Gebühren für die Verleihung des akademischen Grades, das die Steamboat Ladies gezahlt hatten – letztlich insgesamt £16.000 –, wurde größtenteils für den Kauf der Trinity Hall verwendet, eines außeruniversitären Wohnheims für Studentinnen, das 1908 eröffnet wurde. Es dauerte bis 1920, dass Frauen in Oxford einen akademischen Abschluss machen konnten, in Cambridge war dies ab 1921 bzw. für einen vollwertigen Abschluss erst ab 1948 möglich. Die erste Frau, die in Cambridge einen akademischen Grad erhielt, war Queen Elizabeth, die Frau von König Georg VI., die mit einer Ehrendoktorwürde ausgezeichnet wurde.

## Steamboat Ladies (Auswahl)
- Julia Bell[8] (1879–1979), Humangenetikerin
- Frances Dove CBE[1] (1847–1942), Frauenrechtlerin und Gründerin mehrerer Mädchenschulen
- Lilian Faithfull CBE, JP[1] (1865–1952), Hochschullehrerin
- Philippa Fawcett[1] (1868–1948), Mathematikerin
- Hilda Phoebe Hudson (1881–1965), Mathematikerin
- Bertha Phillpotts DBE[1] (1877–1932), Sprachwissenschaftlerin und Historikerin
- Eleanor Rathbone[1] (1872–1946), Frauenrechtlerin und Politikerin
- Eugénie Sellers Strong CBE[1] (1860–1943), Archäologin und Kunsthistorikerin